# Las Valeras
Las Valeras – gmina w Hiszpanii, w prowincji Cuenca, w Kastylii-La Mancha, o powierzchni 112,96 km². W 2011 roku gmina liczyła 1714 mieszkańców.